# Arthur Kelton
Arthur Kelton (zm. 1549/1550) – walijski poeta, autor rymowanej historii Walii.
Kelton był autorem Book of Poetry in Praise of Welshmen (1546) i A Chronicle with a Genealogie declaring that the Brittons and Welshmen are linealiye dyscended from Brute (1547), dedykowanej królowi Edwardowi VI. Opisywał wczesną historię Brytanii na podstawie Geoffreya of Monmouth, przez co dla tego okresu dzieła Keltona nie mają większej naukowej wartości.